# Cordylomera delahayei
Cordylomera delahayei là một loài bọ cánh cứng trong họ Cerambycidae.